# Rectoversion
La Rectoversion es una técnica inédita de pintura que consiste en pintar sobre los dos lados de una pintura perforada. Este concepto de "Rectoversion" fue creado y depositado por Michel De Caso en el año 1991. Desde 2002, existe un movimiento artístico del mismo nombre así como un Círculo Internet “rectoversion” (desde 2004). El neologismo francés "Rectoversion" se construye sobre las palabras "recto" (en francés, el "recto" significa el "anverso" de una pintura) y "version" (versión). Corresponde literalmente a la "puesta en rotación del recto (anverso)" que es el proceso plástico seguido por Michel De Caso para conseguir a la Rectoversion.
Extracto de una crónica de Alain Coudert (julio de 2004), crítico de arte en la revista "Arts Actualités Magazine" : 
«… En la Rectoversion, sólo los soportes de madera están efectivamente agujereados. Para la tela, demasiado frágil para perforarla, los agujeros sólo se sugieren. «Este concepto», comenta Michel De Caso, «corresponde a mi evolución como pintor. Es el resultado de mi práctica y se adapta especialmente bien a mi estilo metafísico.» Sus preocupaciones responden también a las de un cierto número de artistas que se han agrupado, en gran parte gracias a la Web, a través del movimiento «rectoversion, año 10 del año 10000» en torno a él. Pintor, pero también convertido en teórico, publica varios libros sobre el tema.
Aunque realizado actualmente en pleno corazón del país cátaro, el trabajo de Michel De Caso no es el de la revelación de los misterios, sino más bien el de las preguntas sobre el hombre. Esta pintura metafísica, como la define el propio pintor, contribuye a ampliar la mirada del espectador, le obliga a plantearse preguntas y a cuestionarse los distintos puntos de vista desde los cuales observa el cuadro, y eso ya es mucho. «Después de Marcel Duchamp que escribía "Es" el que mira el que hace el cuadro, la Rectoversion declara hoy que "Es" el que mira el que hace el anverso»- resume Michel De Caso.
Su invención no reemplaza lo existente, sino que lo enriquece. Su tema principal es el hombre en su integralidad y su integridad cósmica : su existencia, sus preguntas, sus facetas realzadas por la movilidad obligada en torno a la obra, sus debilidades. «Si el tema es importante, precisa Michel De Caso, dejo a cada cual la libertad de interpretarlo como quiera.» Esto le permite escapar a la intelectualización del concepto que ha creado, expresar su propia sensibilidad artística, y de rebote, llegar a la del espectador. Una pintura sobre la que no se deja nunca de meditar... »
La  "Rectoversion" interroga las nociones de cara visible (recto, derecho), de cara ocultada (verso, revés) y de sus relaciones recíprocas. Propone también un enfoque crítico de la noción filosófica del  Dualismo. De esta manera, la "Rectoversion" aparece como un verdadero "Metadualismo" contemporáneo.